# Ghost Voices
"Ghost Voices" é uma canção do produtor musical estadunidense de música eletrônica Porter Robinson sob o pseudônimo Virtual Self, lançado como o segundo single do EP homônimo de estreia do pseudônimo em 8 de novembro de 2017. Em julho de 2018, Robinson lançou um remix trance da música, "Angel Voices", que é uma das canções padrão do jogo de realidade virtual Beat Saber. "Ghost Voices" foi indicado à categoria de melhor gravação de dance no Grammy Awards de 2019.